# Rannaküla (Varbla)
Rannaküla – wieś w Estonii, w prowincji Parnawa, w gminie Varbla.